# Дактилоптена Гильберта
Дактилоптена Гильберта (лат. Dactyloptena gilberti) — вид лучепёрых рыб  семейства долгопёровых (Dactylopteridae). Морские придонные рыбы. Распространены в тропических и субтропических водах Индо-Тихоокеанской области. Максимальная длина тела 25 см. Видовое название присвоено в честь американского ихтиолога Чарльза Генри Гилберта (лат. Charles Henry Gilbert; 1859—1928).

## Описание
Тело массивное, удлинённое, почти квадратное в поперечном сечении, сужается к хвостовой части, покрыто костной чешуёй. В середине каждой чешуи по бокам тела — одиночный, поперечный гребень. Голова большая, несколько сплющена в дорсовентральном направлении в передней части; заключена в костный панцирь. Межглазничное пространство широкое, вогнутое; его ширина составляет 18—23% от стандартной длины тела, а глубина 12—17% от длины головы. Два спинных плавника; в первом спинном плавнике 5 колючих лучей; за ним следует колючка, редуцированная до костной точки; второй спинной плавник с 8 мягкими лучами отделён от первого спинного плавника глубокой выемкой. Перед первым спинным плавником на затылке располагаются две свободные колючки; в прижатом состоянии окончание первой колючки доходит до середины колючего спинного плавника; вторая колючка короткая. Боковая линия есть, доходит до хвостового плавника. Тело серого цвета с насыщенным оранжевым оттенком; по голове и телу разбросаны оранжевые пятна размером со зрачок; брюхо белое. Грудные плавники с многочисленными тёмными пятнами и большим чёрным пятном в середине плавника. Внутри чёрного пятна и по заднему краю грудных плавников располагаются синие пятнышки и линии. Хвостовой плавник с двумя неправильными вертикальными рядами маленьких оранжевых точек; задний край плавника оранжево-красный.
Максимальная длина тела 25 см.

## Ареал и места обитания
Распространены в Индо-Тихоокеанской области от Аравийского полуострова до Индии, Сиамского залива и Японии. Не обнаружены у берегов Австралии. Морские придонные рыбы. Обитают на континентальном шельфе над песчаными грунтами на глубине от 20 до 73 м.